# Partites per a teclat

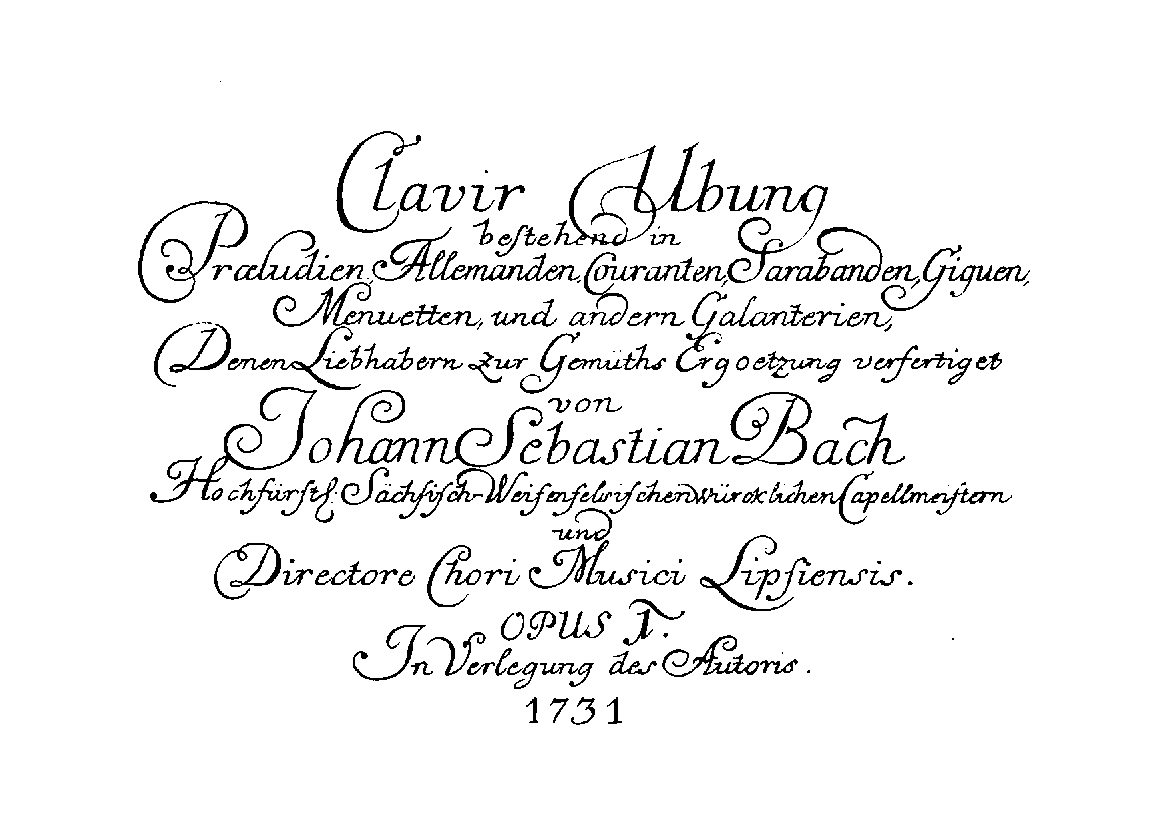
Portada de Clavier-Übung I

Les Partites per a teclat, BWV 825-830 són un conjunt de sis suites per a clavicèmbal escrites pel compositor barroc alemany Johann Sebastian Bach i publicades entre 1726 i 1730 sota el títol Clavier-Übung I. També va ser la primera de les seves obres a ser publicada sota la seva direcció. Són de les últimes suites compostes per a teclat, al costat de les sis Suites angleses, BWV 806-811 i les sis Suites franceses, BWV 812-817.

## Història
Aquesta sèrie de sis suites per a clavicèmbal és l'última que va compondre Bach i la més exigent tècnicament de les tres sèries. La seva composició va tenir lloc entre 1725 i 1730 o 1731. Com succeeix amb les Suites angleses i les Suites franceses, el manuscrit autògraf de les Partites no s'ha conservat fins als nostres dies.
Conservant una tradició vuitcentista que va etiquetar la primera col·lecció de suites com a "angleses" i la segona com a "franceses", aquestes partites de vegades es coneixen com les Suites alemanyes. En qualsevol cas, tal títol respon a una conveniència editorial, ja que no hi ha res especialment alemany en aquestes Partites. En comparació de les anteriors sèries de suites, les Partites són des de lluny les més flexibles en qüestió d'estructura. A diferència de les Suites angleses, per exemple, cadascuna de les quals s'inicia amb un estricte Preludi. Per la seva banda, les Partites presenten diversos estils quant a la manera d'iniciar les peces, entre els quals es troben una ornamental Overture i una Toccata.
Malgrat que cada partita va ser publicada per separat, van ser recollides en un únic volum el 1731, el Clavier-Übung I ("Exercicis de teclat"), al que el mateix Bach va assignar l'etiqueta d'Opus 1. A diferència dels conjunts anteriors de suites, Bach pretenia originalment publicar set partites, però en la primavera de 1730, en la publicació de la cinquena partita, va anunciar que la col·lecció promesa contindria dues peces més. Aquesta intenció és assenyalada a més per l'extensió de tonalitats, que segueix una estructura clara: si bemoll major - do menor, la menor - re major, sol major - mi menor; deixant fa major en una conclusió lògica. Així doncs, el Concert italià, BWV 971, que està en el to de fa major i que va ser publicat en el volum Clavier-Übung II, probablement es va originar com una de les partites abans d'expandir-se més enllà de la forma suite.

## Anàlisi

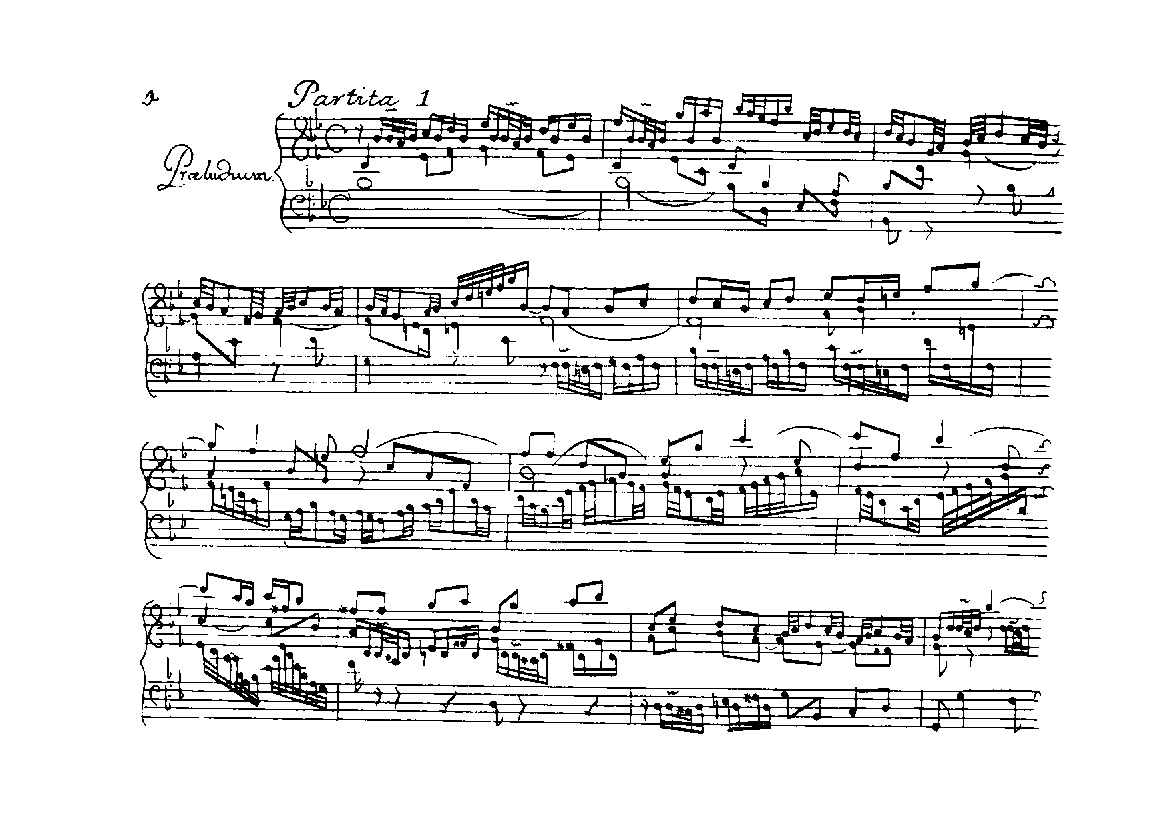
Praeludium de la Partita núm. 1, BWV 825, primera edició, 1731

- Partita núm. 1 en si bemoll major, BWV 825

Praeludium, Allemande, Corrente, Sarabande, Menuet I, Menuet II, Gigue
- Partita núm. 2 en do menor, BWV 826

Simfonia, Allemande, Courante, Sarabande, Rondeaux, Capriccio
- Partita núm. 3 en la menor, BWV 827

Fantasia, Allemande, Corrente, Sarabande, Burlesca, Scherzo, Gigue
- Partita núm. 4 en re major, BWV 828

Ouvertüre, Allemande, Courante, Ària, Sarabande, Menuet, Gigue
- Partita núm. 5 en sol major, BWV 829

Praeambulum, Allemande, Corrente, Sarabande, Tempo di Minuetto, Passepied, Gigue

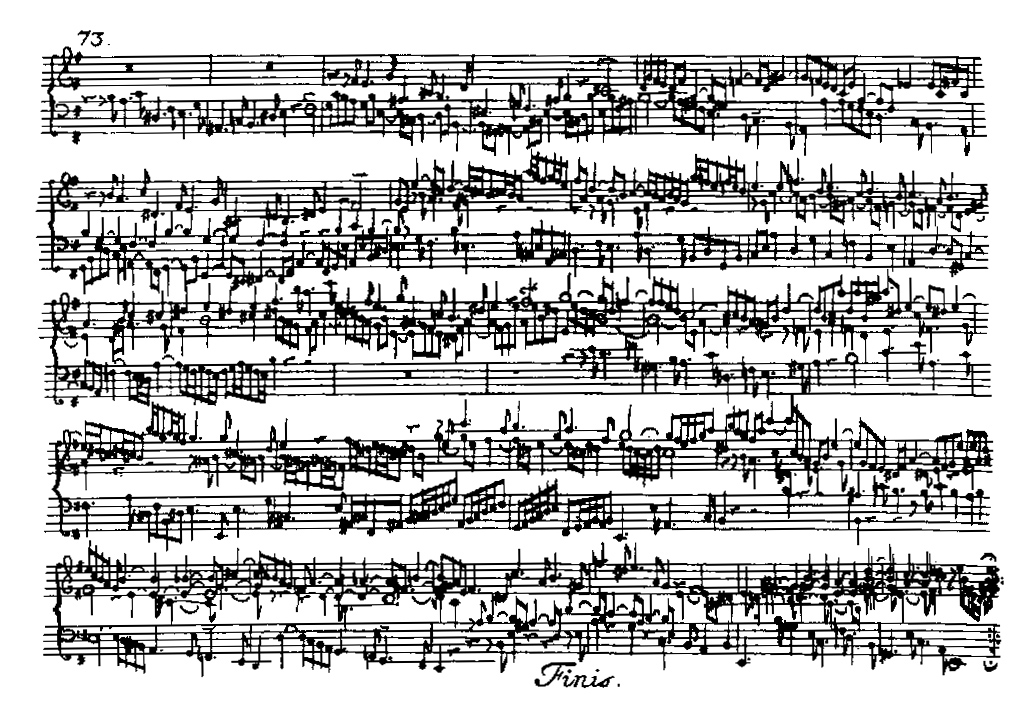
"Gigue" de la Partita núm. 6, BWV 830, primera edició, 1731

- Partita núm. 6 en mi menor, BWV 830

Toccata, Allemanda, Corrente, Ària, Sarabande, Tempo di Gavotta, Gigue

## Discografia selecta

### En clavicèmbal
- Wanda Landowska (?, 1935 o 1936)
- Gustav Leonhardt (Deutsche Harmonia Mundi, 1964 i 1970; Virgin, 1986)
- Martin Galling (1970)
- Blandine Verlet (Philips, 1978 i Naïve, 2001)
- Kenneth Gilbert (Harmonia Mundi, 1985)
- Trevor Pinnock (Archiv, 1985; Hänssler, 1998 i 1999)
- Huguette Dreyfus (Denon, 1986)
- Scott Ross (Erato, 1988)
- Christophe Rousset (L'Oiseau-lyre, 1992)
- Andreas Staier (Deutsche Harmonia Mundi, 1993)
- Pieter-Jan Belder (Brilliant Classics, 1999)
- Masaaki Suzuki (BIS, 2001)
- Zuzana Růžičková
- Pascal Dubreuil (Ramée, 2008)

### En piano
- Glenn Gould (Sony 1957, 1980)
- Tatiana Nikolàieva (Melodija 1981)
- András Schiff (Decca 1985; ECM 2009)
- Angela Hewitt (Hyperion, 1997)
- Dinu Lipatti (EMI Classics, 1999)
- Richard Goode (Nonesuch, 2003)
- Gianluca Luisi (OnClassical, 2005 i 2007)
- Martha Argerich (Verbier Festival, 2008)
- Maria Tipo (EMI, 1991)
- Murray Perahia (Sony, 2008 i 2009)
- Vladímir Aixkenazi (Decca, 2010)
- Maria João Pires (DGG 447 894-2, 1995)
- Wolfgang Rübsam (Naxos, 1992)

### En guitarra
- Judicael Perroy Partita núm. 2 (Naxos, 2011)